# 뉴욕 월드 빌딩
뉴욕 월드 빌딩(New York World Building)은 뉴욕에 있었던 고층 빌딩이다. 신문사 뉴욕 월드의 사무실로 사용하기 위해, 1890년 준공했으며, 1955년 철거되었다.